# Вилар Фокиардо
Вила̀р Фокиа̀рдо (на италиански: Villar Focchiardo; на пиемонтски: Vilè, Виле, на окситански: Vilar Fuchard, Вилар Фучард, на френски: Villar-Fouchard, Вилар Фушар) е село и община в Метрополен град Торино, регион Пиемонт, Северна Италия. Разположено е на 450 m надморска височина. Към 1 януари 2020 г. населението на общината е 1940 души, от които 64 са чуждестранни граждани.